# Championnats d'Europe de boxe amateur 1939
Navigation
Édition précédente Édition suivante
La 6e édition des championnats d'Europe de boxe amateur s'est déroulée à Dublin, Irlande, du 18 au 22 avril 1939. 

## Résultats

### Podiums
| Catégories                 | Or                | Argent             | Bronze            |
| Poids mouches (-50,8 kg)   | James Ingle       | Nikolaus Obermauer | Guido Nardecchia  |
| Poids coqs (-53,5 kg)      | Ulderico Sergo    | Miksa Bondi        | Erich Wilke       |
| Poids plumes (-57,1 kg)    | Patrick Dowdall   | Antoni Czortek     | Lambert Genot     |
| Poids légers (-61,2 kg)    | Herbert Nürnberg  | Harald Kanepi      | Zbigniew Kowalski |
| Poids welters (-66,7 kg)   | Antoni Kolczyński | Erik Agren         | Charles Evenden   |
| Poids moyens (-72,6 kg)    | Anton Raadik      | Józef Pisarski     | Oscar Agren       |
| Poids mi-lourds (-79,4 kg) | Luigi Musina      | Franciszek Szymura | Lajos Szigeti     |
| Poids lourds (+79,4 kg)    | Olle Tandberg     | Nemesio Lazzari    | Herbert Runge     |

### Tableau des médailles
| Place | Pays             | Médaille d'or, Europe | Médaille d'argent, Europe | Médaille de bronze, Europe | Total |
| ----- | ---------------- | --------------------- | ------------------------- | -------------------------- | ----- |
| 1     | Italie           | 2                     | 1                         | 1                          | 4     |
| 2     | Irlande          | 2                     | 0                         | 1                          | 3     |
| 3     | Pologne          | 1                     | 3                         | 1                          | 5     |
| 4     | Allemagne        | 1                     | 1                         | 2                          | 4     |
| 5     | Suède            | 1                     | 1                         | 1                          | 3     |
| 6     | Estonie          | 1                     | 1                         | 0                          | 2     |
| 7     | Hongrie          | 0                     | 1                         | 1                          | 2     |
| 8     | Belgique         | 0                     | 0                         | 1                          | 1     |
| Total | 8 pays médaillés | 8                     | 8                         | 8                          | 24    |